# Dyskografia Cam’rona
Poniżej przedstawiona jest dyskografia amerykańskiego rapera Cam’rona. Zawiera ona studyjne nagrania, wspólne albumy z różnymi muzykami i grupami, listę singli oraz mixtape'y.

## Albumy

### Solowe
| Rok  | Tytuł                                                                                     | Notowania | Notowania | Notowania | RIAA certyfikacje |
| Rok  | Tytuł                                                                                     | U.S.      | U.S. R&B  | U.S. Rap  | RIAA certyfikacje |
| ---- | ----------------------------------------------------------------------------------------- | --------- | --------- | --------- | ----------------- |
| 1998 | Confessions of Fire - Data wydania: 21 lipca, 1998 - Wytwórnia: Untertainment/Epic        | 6         | 2         | *         | - złoto           |
| 2000 | S.D.E. - Data wydania: 19 września, 2000 - Wytwórnia: Epic                                | 14        | 2         | *         |                   |
| 2002 | Come Home with Me - Data wydania: 14 maja, 2002 - Wytwórnia: Diplomat/Roc-a-Fella/Def Jam | 2         | 1         | *         | - platyna         |
| 2004 | Purple Haze - Data wydania: 7 grudnia, 2004 - Wytwórnia: Diplomat/Roc-a-Fella/Def Jam     | 20        | 4         | 2         | - złoto           |
| 2006 | Killa Season - Data wydania: 16 maja, 2006 - Wytwórnia: Diplomat/Asylum                   | 2         | 1         | 1         |                   |
| 2009 | Crime Pays - Data wydania: 12 maja, 2009 - Wytwórnia: Diplomat/Asylum                     | 3         | 1         | 1         |                   |

### Wspólne
| Rok  | Tytuł | Notowania | Notowania | Notowania | RIAA certyfikacje |
| Rok  | Tytuł | U.S.      | U.S. R&B  | U.S. Rap  | RIAA certyfikacje |
| ---- | --- | --------- | --------- | --------- | ----------------- |
| 2003 | Diplomatic Immunity (z The Diplomats) - Data wydania: 25 marca, 2003 - Wytwórnia: Diplomat/Roc-A-Fella/Def Jam   | 8         | 1         | *         | złoto             |
| 2004 | Diplomatic Immunity 2 (z The Diplomats) - Data wydania: 19 października, 2004 - Wytwórnia: Diplomat/E1           | 46        | 8         | *         |                   |
| 2010 | Cam’ron & The U.N. Presents: „Heat In Here” Vol. 1 (z U.N.) - Data wydania: 25 marca, 2010 - Wytwórnia: Diplomat | 146       | 30        | 16        |                   |
| 2011 | Gunz N' Butta (z Vado) - Data wydania: 12 kwietnia, 2011 - Wytwórnia: Diplomat/E1                                | TBR       | TBR       | TBR       |                   |
| 2011 | Diplomatic Immunity 3 (z The Diplomats) - Data wydania: 4 lipca, 2011 - Wytwórnia: Diplomat/Interscope           | TBR       | TBR       | TBR       |                   |

### Kompilacje
| Rok  | Tytuł |
| ---- | --- |
| 2003 | Children of the Corn: The Collector's Edition (z Children of the Corn) - Data wydania: 2003 - Wytwórnia: Six Figga Entertainment |

### Mixtape'y
| Rok  | Tytuł                                      |
| ---- | ------------------------------------------ |
| 2007 | The Purple Mixtape                         |
| 2007 | Public Enemy #1                            |
| 2009 | Boss of All Bosses (z DJ Drama & Vado)     |
| 2010 | Boss of All Bosses 2 (z DJ Drama & Vado)   |
| 2010 | Boss of All Bosses 2.5 (z DJ Drama & Vado) |
| 2011 | Boss of All Bosses 3 (z DJ Drama & Vado)   |

## Single

### Solowe
| Rok  | Tytuł                                                    | Notowania    | Notowania | Notowania | Album               |
| Rok  | Tytuł                                                    | U.S. Hot 100 | U.S. R&B  | U.S. Rap  | Album               |
| ---- | -------------------------------------------------------- | ------------ | --------- | --------- | ------------------- |
| 1998 | „Horse & Carriage” (feat. Mase)                          | 41           | 9         | 9         | Confessions of Fire |
| 1998 | „Feels Good” (feat. Usher)                               | –            | 54        | –         | Confessions of Fire |
| 1998 | „357”                                                    | –            | 88        | –         | Confessions of Fire |
| 1999 | „Let Me Know”                                            | 99           | 22        | 2         | S.D.E.              |
| 1999 | „My Hood”                                                | –            | –         | 44        | S.D.E.              |
| 2000 | „What Means the World to You”                            | 83           | 30        | 34        | S.D.E.              |
| 2002 | „Welcome to New York City” (feat. Juelz Santana & Jay-Z) | –            | 55        | –         | Come Home with Me   |
| 2002 | „Oh Boy” (feat. Juelz Santana)                           | 4            | 1         | 1         | Come Home with Me   |
| 2002 | „Hey Ma” (feat. Juelz Santana)                           | 3            | 7         | 4         | Come Home with Me   |
| 2002 | „Daydreaming” (feat. Tiffany Carlin)                     | –            | 67        | –         | Come Home with Me   |
| 2003 | „Get 'Em Girls”                                          | –            | 99        | –         | Purple Haze         |
| 2004 | „Girls”                                                  | –            | 77        | –         | Purple Haze         |
| 2005 | „Down and Out” (feat. Kanye West & Syleena Johnson)      | 94           | 29        | 20        | Purple Haze         |
| 2006 | „Do Ya Thing” (feat. Nicole Wray)                        | –            | 65        | –         | Killa Season        |
| 2006 | „Touch It or Not” (feat. Lil Wayne)                      | –            | 62        | –         | Killa Season        |
| 2006 | „Love My Life” (feat. Nicole Wray)                       | –            | –         | –         | Killa Season        |
| 2009 | „My Job”                                                 | –            | –         | –         | Crime Pays          |
| 2009 | „Get It in Ohio”                                         | –            | –         | –         | Crime Pays          |
| 2009 | „Cookies-n-Apple Juice” (feat. Byrd Lady & Skitzo)       | –            | –         | –         | Crime Pays          |

### Wspólne
| Rok  | Tytuł                               | Notowania    | Notowania | Notowania | Album                     |
| Rok  | Tytuł                               | U.S. Hot 100 | U.S. R&B  | U.S. Rap  | Album                     |
| ---- | ----------------------------------- | ------------ | --------- | --------- | ------------------------- |
| 2003 | „Built This City” (z The Diplomats) | –            | 94        | –         | Diplomatic Immunity       |
| 2003 | „Dipset Anthem” (z The Diplomats)   | –            | 64        | –         | Diplomatic Immunity       |
| 2004 | „S.A.N.T.A.N.A.” (z The Diplomats)  | –            | 86        | –         | Diplomatic Immunity 2     |
| 2010 | „Speaking in Tongues” (z Vado)      | –            | 82        | –         | Slime Flu & Gunz N' Butta |

### Inne notowane utwory
| Rok  | Tytuł                                                      | Notowania    | Notowania | Notowania | Album             |
| Rok  | Tytuł                                                      | U.S. Hot 100 | U.S. R&B  | U.S. Rap  | Album             |
| ---- | ---------------------------------------------------------- | ------------ | --------- | --------- | ----------------- |
| 2002 | „The ROC (Just Fire)” (feat. Beanie Sigel & Memphis Bleek) | –            | 77        | –         | Come Home with Me |

### Gościnnie
| Rok  | Tytuł                                                                | Notowania    | Notowania | Notowania | Album               |
| Rok  | Tytuł                                                                | U.S. Hot 100 | U.S. R&B  | U.S. Rap  | Album               |
| ---- | -------------------------------------------------------------------- | ------------ | --------- | --------- | ------------------- |
| 2003 | „Boy (I Need You)” (Mariah Carey feat. Cam’ron)                      | –            | 68        | –         | Charmbracelet       |
| 2003 | „Dipset (Santana's Town)” (Juelz Santana feat. Cam’ron)              | –            | 70        | –         | From Me to U        |
| 2004 | „Certified Gangstas” (Jim Jones feat. The Game, Cam’ron & Jay Bezel) | –            | 80        | –         | On My Way to Church |
| 2004 | „Crunk Muzik” (Jim Jones feat. Juelz Santana & Cam’ron)              | –            | 84        | –         | On My Way to Church |